# Bermudas en los Juegos Olímpicos de Pekín 2008
Las Bermudas estuvieron representadas en los Juegos Olímpicos de Pekín 2008 por un total de 6 deportistas, 2 hombres y 4 mujeres, que compitieron en 4 deportes.
La portadora de la bandera en la ceremonia de apertura fue la amazona Jillian Terceira. El equipo olímpico bermudeño no obtuvo ninguna medalla en estos Juegos.